# Harini Amarasuriya
Harini Amarasuriya (syng. හරිනි අමරසූරිය, tamil. ஹரிணி அமரசூரிய, ur. 6 marca 1970 w Galle) – lankijska socjolożka, nauczycielka akademicka i polityczka. Członkini Ludowego Frontu Wyzwolenia. Od 24 września 2024 premier Sri Lanki.

## Życiorys
Jest najmłodszym z trojga dzieci byłego plantatora herbaty. Po nacjonalizacji plantacji, wraz z rodzicami i rodzeństwem zamieszkała w Kolombo. W 1994 ukończyła z wyróżnieniem studia licencjackie z socjologii na Uniwersytecie w Delhi. Następnie, odbyła studia drugiego stopnia z zakresu antropologii i rozwoju międzynarodowego na uniwersytecie Macquarie w Sydney i uzyskała doktorat z antropologii społecznej na Uniwersytecie Edynburskim.
Pracowała na stanowisku starszego wykładowcy socjologii i antropologii na wydziale nauk społecznych Open University of Sri Lanka. Od 2011 należała do związku zawodowego nauczycieli akademickich. Była również zaangażowana w działania rzecz praw kobiet oraz osób chorych psychicznie.
Uczestniczyła w kampanii Anury Kumary Dissanayake przed wyborami prezydenckimi w 2019. W 2020 została wybrana do Parlamentu Sri Lanki, z listy lewicowej koalicji Narodowa Siła Ludu. 24 września 2024, nazajutrz po objęciu urzędu prezydenta przez Anurę Kumarę Dissanayake'go, została powołana na stanowisko premiera. Kieruje również resortami: sprawiedliwości, zdrowia, kobiet, handlu i przemysłu.
Nigdy nie była zamężna i nie ma dzieci. Jest buddystką.